# 多倫多運輸局
多倫多運輸局（英語：Toronto Transportation Services）是多倫多市政府的一個部門，負責管理該市的公共運輸基礎設施。該部門2022年的預算約為4.364億加元，有1,400名僱員，負責維護城市的街道、行人路、單車徑、賈丁納快速公路及當河谷林蔭公路。

## 歷史
該部門於1998年多倫多合併時設立，由以下機構合併而成：
- 大多倫多市道路及運輸局（英语：Metro Toronto Roads and Transportation）
- 北約克運輸局
- 士嘉堡運輸局
- 怡陶碧谷運輸局
- 約克市運輸局
- 东約克運輸局
- 多倫多公共工程及環境局

合併之前，大多倫多市道路及運輸局負責大多倫多市的主要道路，而各城鎮政府則負責各自的集流道路及地方道路。